# Rapporteur (Parlement européen)
Pour les articles homonymes, voir Rapporteur (homonymie).
Au Parlement européen, un rapporteur est un député ayant pour tâche de diriger les travaux d'analyse d'une proposition législative de la Commission et de préparer un projet de rapport de la commission parlementaire auquel il appartient. 

## Fonction du rapporteur
Le rapporteur bénéficie de l'aide de l'équipe de la commission ainsi que, pour les questions plus techniques, d'experts d'autres institutions européennes ou externes. Il élabore un document de travail qui est discuté en commission parlementaire. À partir des résultats de ces débats, un projet de rapport est rédigé, puis discuté et amendé jusqu'à ce qu'il soit prêt à être présenté à la session plénière. Le rapport ainsi adopté comporte un exposé des motifs, une proposition de résolution et des amendements. La session plénière n'examinera et ne votera que les deux derniers éléments de ce rapport, base de la prise de décision en session plénière du Parlement.

## Sélection
L'élection d'un rapporteur est généralement effectuée sur la base d'un système de points. En fonction de sa taille, chaque groupe politique du Parlement dispose en effet d'un certain nombre de points qu'il peut dépenser pour placer l'un de ses députés comme rapporteur sur un rapport ou un autre. Ce système d'enchères entre les groupes politiques voit se former différentes stratégies de placement, avec notamment des accords entre les groupes et des attributions tournantes. Dans de rares cas, il est possible de désigner deux co-rapporteur pour un même rapport. En revanche, dans un souci de pluralisme, il est très fréquent que soient placés au côté du rapporteur élu un ou plusieurs « rapporteurs fictifs » investis par des groupes politiques différents de celui du rapporteur en titre.